# Personal Jesus
Personal Jesus是英國組合流行尖端第23首英國單曲。1989年8月29日發行。是專輯Violator其中一首歌曲。這首歌之後被多位歌手翻唱，包括Gravity Kills、瑪麗蓮·曼森、Jerry Williams、G&G、Lollipop Lust Kill、約翰尼·卡什及尼娜·哈根。